# Pelastoneurus decorus
Pelastoneurus decorus är en tvåvingeart som beskrevs av Octave Parent 1931. Pelastoneurus decorus ingår i släktet Pelastoneurus och familjen styltflugor. Inga underarter finns listade i Catalogue of Life.